# Uskoplje (župa)
Uskoplje je srednjovjekovna županija u srednjoj Bosni. Njezino područje isprva se nalazilo u sastavu Hrvatske, a najkasnije tijekom druge polovice 12. stoljeća ušlo je u sastav Bosne.

## Položaj
Župa Uskoplje smještena je uz gornji tok rijeke Vrbas. Okosnica joj je 27 kilometara dugačko Skopaljsko polje površine oko 130 km2. Ime je dobila upravo po tom izduženom, uskom polju. Na istoku se nalaze župe Lašva i Lepenica, na jugu je Rama i Zahumlje. Na zapadu je Završje (Zapadne strane) sa župama Dlamoč, Hlivno i Duvno, a na sjeveru se nalazila župa Pliva. U darovnici Tvrtka I. od 11. kolovoza 1366. kao granično područje između Uskoplja i Plive navodi se Krtova ela (Krta jela).
U srednjem je vijeku župa Uskoplje bila gusto naseljena. Naselja su građena uz rubove doline Vrbasa te po obližnjim obroncima planina. U srednjovjekovnoj župi Uskoplje razvile su se tri najveće utvrde: Vesela Straža koja je bila političko, gospodarsko i kulturno središte Uskoplja, zatim utvrde Susid i Biograd. Vesela Straža nalazila se na uzvišenju Kik u Veseloj kod Bugojna, u Kordićima se nalazila utvrda Susid, a Biograd je današnji Prusac južnije od Donjeg Vakufa. Postojale su još četiri utvrde za nadzor komunikacija: Sutina kod Jagnjida u Uskoplju, Kaštel u Harambašićima te Gornji i Donji Novi kod Donjeg Vakufa. Svi lokaliteti su slabo istraženi, pa su podaci o njima vrlo oskudni.

## Povijesni pregled
Župa Uskoplje u povijesnim se dokumentima spominje od ranog srednjeg vijeka, kada je u vrijeme formiranja prvih hrvatskih župa bila u sastavu plivske župe. U 10. stoljeću Uskoplje postaje samostalnom župom koja se naziva Uskoplem (Uscople). U vrijeme kralja Tomislava Uskoplje je granična župa prema Zahumlju. Kako izričito navodi bizantski car Konstantin VII. Porfirogenet župe u gornjem toku Vrbasa i Sane nalaze se u Zapadnoj (Bijeloj) Hrvatskoj. Za vrijeme dinastičkih borbi između sinova kralja Krešimira I., raški knez Časlav Klonimirović između ostalih zauzima i župe Uskoplje, Luka i Pliva. Nakon Časlavove pogibije oduzeta područja 960. godine u sastav Hrvatske vraća Mihajlo Krešimir II. Nakon poraza raškog kneza, hrvatska područja u srednjoj Bosni, među njima i Uskoplje, se osamostaljuju na čelu s vlastitim banom. Prema Ljetopisu popa Dukljanina, 968. godine kralj Mihajlo Krešimir II. vodio je borbe s bosanskim banom na području župa Uskoplje, Pliva i Luka. Tako je Uskoplje ponovno vraćeno u sastav Hrvatske. Župa Uskoplje bila je u sastavu Hrvatske sve dok većim dijelom Bosne nije ovladao oko 997. makedonski car Samuilo. Oko 1019. godine bosanski ban i hrvatski kralj Krešimir III. priznaju vlast bizantskog cara Bazilija II. Bugaroubojice, pa se tako Uskoplje našlo u sastavu njegove države. Bosnu i Uskoplje u sastav Hrvatske vraća kralj Petar Krešimir IV. oko 1069. godine. Od 1165. do 1180. Uskoplje je ponovno u sastavu Bizantskog carstva.
U 12. stoljeću župa Uskoplje nalazi se u sastavu Donjih krajeva. Od 1180. Uskopljem vlada ban Kulin. Banovina Bosna, a s njom i Uskoplje, u sastav Hrvatske vraća se za vrijeme knezova Šubića. Nakon poraza Mladena II. kod Blizne 1322. ban Stjepan II. Kotromanić zagospodario je Uskopljem, Zagorjem, Ramom, Trebotićem, Usorom i Soli. Od početka vladavine Tvrtka I. Kotromanića Uskoplje je bilo pod njegovom vlašću. Nakon njegove smrti moć bosanskih vladara slabi, što dovodi do smanjenja posjeda. U prvih dvadesetak godina 15. stoljeća samo je nekoliko župa, uključujući Uskoplje, ostalo pod njihovom vlašću. U prilike u Bosni početkom 15. stoljeća počinju se uplitati i Osmanlije. Prvi put u Uskoplje Osmanlije su stupile 1414. godine na poziv Hrvoja Vukčića Hrvatinića, gospodara Donjih Krajeva i Uskoplja koji je tada bio u ratu sa Žigmundom Luksemburškim Nakon Hrvojeve smrti 1416. godine Uskopljem je gospodario njegov sin Balša Hercegović, a zatim je bilo pod vlašću Jurja Vojsalića Hrvatinića. Prema povelji kralja Stjepana Tomaša od 22. kolovoza 1446., on je bio vladarom dijela Uskoplja tako da je herceg Stjepan Vukčić Kosača nastojao zaštiti svoje posjede i u Uskoplju. Iz povelja aragonsko-napuljskog kralja Alfonsa i rimskog cara Fridrika III. kojima se potvrđuju posjedi Stjepana Kosače vidljivo da je on vladao samo južnim Uskopljem s utvrdom Susid, dok je veći dio Uskoplja s Veselom Stražom i Biogradom bio u rukama kralja. Godine 1463. Uskoplje je bez borbi zauzeo Mahmud-paša Mihaloglu. U ljeto iste godine pokrenuta je akcija za oslobođenje Bosne pod vodstvom Matije Korvina. Herceg Stjepan je sa svojim sinovima protjerao Osmanlije i iz Uskoplja. Kralj Matija Korvin darovnicom od 6. prosinca 1463. Vladislavu Hercegoviću, sinu hercega Stjepana Kosače, daruje župu Uskoplje s Veselom Stražom. Već 1468. Osmanlije su ponovno zauzele dio Uskoplja i na tom djelu osnovali nahiju Skopje sa središtem Susidom, a nakon što su ovladali cijelim Uskopljem utemeljili su i nahiju Akhisar s Pruscem. Ugarsko-turskim ugovorom iz 1503. Osmanlijama je i formalno priznata vlast nad Uskopljem.